# 雙桅船角 (特拉華州)
雙桅船角（英語：Corner Ketch）是位於美國特拉華州紐卡斯爾縣的一個非建制地區。該地的面積和人口皆未知。

## 地理
雙桅船角的座標為39°44′57″N 75°44′28″W / 39.74917°N 75.74111°W，而該地的平均海拔高度為100米（即328英尺）。